# Румянцев Леонід Михайлович
Леонід Михайлович Румянцев (* 23.08.1914, с. Понзарі Сампурського району Тамбовської області, Росія — 28.08.1976, м. Чернівці, Україна) — піаніст, хормейстер, педагог. Заслужений працівник культури УРСР (1973).

## Життєпис
Народився в родині священика, мати — лікар.
Після закінчення Тамбовського музичного училища (1938), навчався у Московській консерваторії (1938—1941).
У роки Великої Вітчизняної війни у складі 4-го Українського фронту пройшов від Сталінграда до Варшави.
З концертними бригадами виступав перед бійцями на фронті, у госпіталях.
Після 1945 р. працював хормейстром у в ансамблі Прикарпатського військового округу, що базувався тоді у м. Чернівці.
З 1951 р. — завуч музичної школи № 1 і одночасно соліст Чернівецької обласної філармонії, впродовж 1952—1965 рр. — директор і викладач по класу фортепіано Чернівецького музичного училища.

## Вихованці митця
З училища, очолюваного Леонідом Румянцевим, на широку творчу дорогу вийшли народні артисти України Дмитро Гнатюк, Петро Ончул, Софія Ротару, Юрій Гіна, брати Усачі: Георгій і Павло — заслужені артисти Молдови, десятки відомих педагогів, які працюють в Україні і за кордоном.

## Відзнаки, нагороди
- Орден «Знак Пошани» (1967).
- Медаль «За бойові заслуги».
- Медаль «За перемогу над Німеччиною у Великій Вітчизняній війні 1941—1945 рр.».
- Медаль «20 років перемоги у Великій Вітчизняній війні 1941—1945 рр.».
- Медаль «За доблесну працю. В ознаменування 100-річчя з дня народження Володимира Ілліча Леніна».
- Знак Міністерства культури СРСР «За відмінну роботу».
- Заслужений працівник культури УРСР (1973).